# Village Life
Village Life je studijski album ameriškega jazzovskega klaviaturista Herbieja Hancocka in malijskega virtuoza kore, Fodayja Muse Susa, ki je izšel 15. aprila 1985 pri založbi Columbia Records.

## Ozadje
Po sodelovanju Hancocka in Fodayja Muse Susa pri projektu Sound-System, sta oba glasbenika prišla na idejo, da posnameta skupen album, česar Hancock prej še ni počel. Avgusta 1984 sta se odpravila v Tokio, v studio CBS/Sony, kjer sta posnela album. Sam album je pogosto spregledan, saj nasprotuje kategorizaciji in vnaprej ustvarjenim idiomom, vendar dokumentira fascinantno srečanje obeh glasbenikov, ki, kljub temu, da sta zakoreninjena v različnih kulturah in tradicijah, delita skupno glasbeno in duhovno razumevanje. Suso je na tem živem snemanju igral koro (zahodno-afriški instrument s strunami) in tamo, Hancock pa igra sintetizator Yamaha DX-1 in računalniške bobne. Rezultat je čudovit album s štirimi umirjenimi in kontemplativnimi meditacijami, v katerih se prepletajo harmonične ideje obeh glasbenikov.

## Seznam skladb
| Št. | Naslov             | Pisec                           | Dolžina |
| --- | ------------------ | ------------------------------- | ------- |
| 1.  | „Moon/Light‟       | Herbie Hancock, Foday Musa Suso | 7:57    |
| 2.  | „Ndan Ndan Nyaria‟ | Suso                            | 9:50    |
| 3.  | „Early Warning‟    | Hancock                         | 2:52    |
| 4.  | „Kanatente‟        | Hancock, Suso                   | 19:59   |

## Osebje

### Glasbenika
- Herbie Hancock – sintetizator Yamaha DX1, računalniški bobni Yamaha RX-11
- Foday Musa Suso – kora, tama, vokal

### Produkcija
- Producenta: Herbie Hancock, Bill Laswell